# Ojo Seco (Guanajuato)
Ojo Seco es una localidad del estado mexicano de Guanajuato. Es parte del municipio de Celaya.

## Demografía
| Gráfica de evolución demográfica |
|                                  |

| Censo | Población |
| ----- | --------- |
| 1900  | 355       |
| 1910  | 522       |
| 1921  | 500       |
| 1930  | 600       |
| 1940  | 759       |
| 1950  | 605       |
| 1960  | 1 019     |
| 1970  | 1 347     |
| 1980  | 1 388     |
| 1990  | 1 733     |
| 2000  | 1 572     |
| 2010  | 1 571     |
| 2020  | 1 607     |